# Bezirk Stanislau

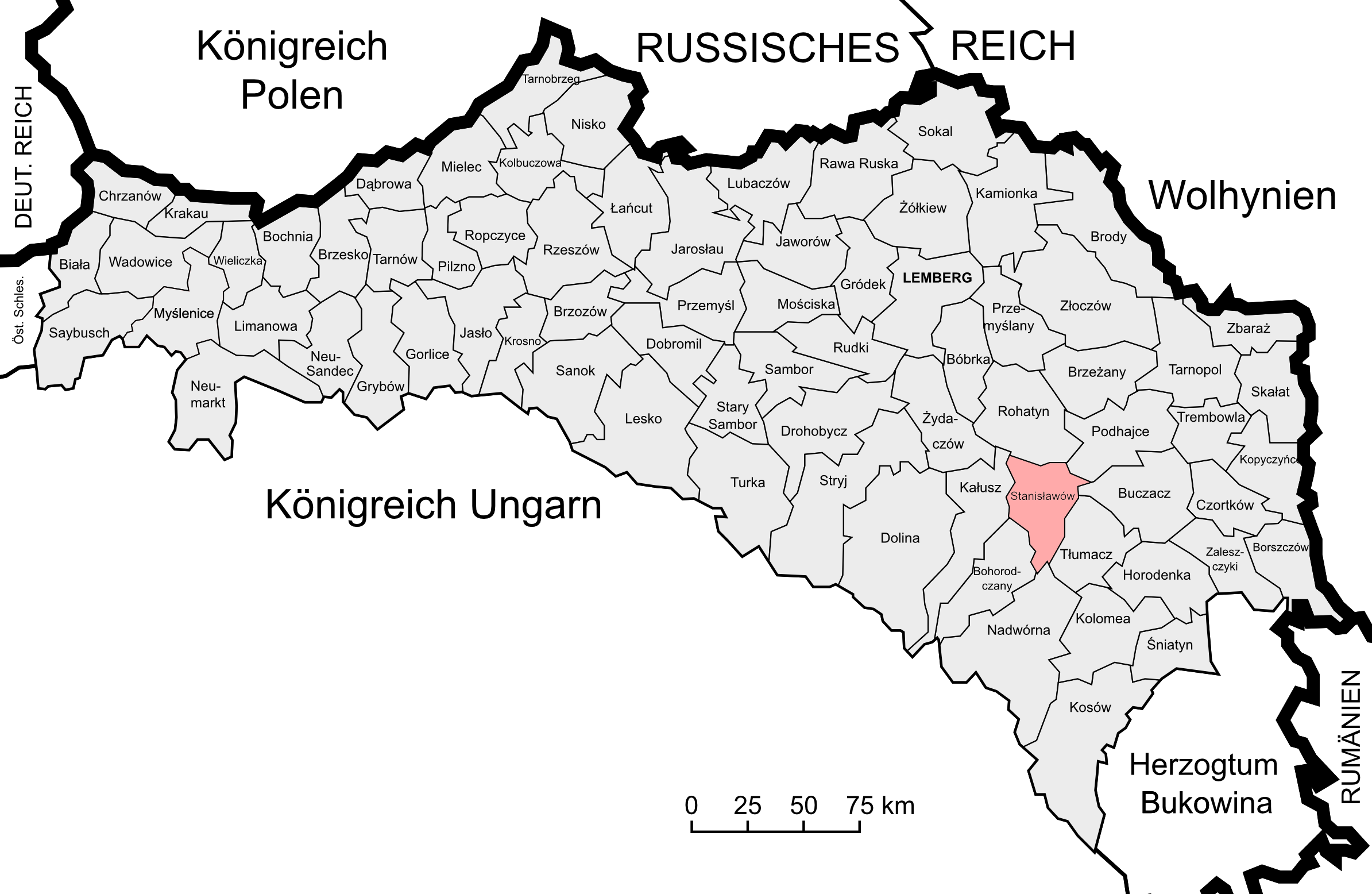
Lage des Bezirks Stanislau im Kronland Galizien und Lodomerien

Der Bezirk Stanislau war ein politischer Bezirk im Kronland Galizien und Lodomerien. Sein Gebiet umfasste Teile Ostgaliziens in der heutigen Westukraine (Oblast Iwano-Frankiwsk, Rajon Tysmenyzja sowie Teilen des Rajons Nadwirna, des Rajons Bohorodtschany, des Rajons Halytsch) sowie des Rajons Kalusch, Sitz der Bezirkshauptmannschaft war der Ort Stanislau. Nach dem Ersten Weltkrieg musste Österreich den gesamten Bezirk an Polen abtreten.
Er grenzte im Nordosten an den Bezirk Rohatyn, im Nordosten an den Bezirk Podhajce, im Osten an den Bezirk Buczacz, im Südosten an den Bezirk Tłumacz, im Süden an den Bezirk Nadwórna, im Südwesten an den Bezirk Bohorodczany, im Westen an den Bezirk Kałusz sowie Nordwesten an den Bezirk Żydaczów.

## Geschichte
Ein Vorläufer des späteren Bezirks (Verwaltungs- und Justizbehörde zugleich) wurde zum Ende des Jahres 1850 geschaffen, die Bezirkshauptmannschaft Stanislau war dem Regierungsgebiet Stanislau unterstellt und umfasste folgende Gerichtsbezirke:
- Gerichtsbezirk Stanislau
- Gerichtsbezirk Halicz
- Gerichtsbezirk Bohorodczany

Nach der Kundmachung im Jahre 1854 kam es am 29. September 1855 zur Einrichtung des Bezirksamtes Stanislau (weiterhin für Verwaltung und Gerichtsbarkeit zuständig) innerhalb des Kreises Stanislau.
Nachdem die Kreisämter Ende Oktober 1865 abgeschafft wurden und deren Kompetenzen auf die Bezirksämter übergingen, schuf man nach dem Österreichisch-Ungarischen Ausgleich 1867 auch die Einteilung des Landes in zwei Verwaltungsgebiete ab. Zudem kam es im Zuge der Trennung der politischen von der judikativen Verwaltung zur Schaffung von getrennten Verwaltungs- und Justizbehörden. Während die gerichtliche Einteilung weitgehend unberührt blieb, fasste man Gemeinden mehrerer Gerichtsbezirke zu Verwaltungsbezirken zusammen.
Der neue politische Bezirk Stanislau wurde aus folgenden Bezirken gebildet:
- Bezirk Stanislau (mit 25 Gemeinden)
- Bezirk Halicz (mit 35 Gemeinden)
- Teilen des Bezirks Monasterzyska (Gemeinden Jeziorko, Kończaki und Krymidów)
- Teilen des Bezirks Bohorodczany (Gemeinde Czukałówka)
- Teilen des Bezirks Nadwórna (Gemeinden Tyśmieniczany und Zabereże)

Der Bezirk Tarnopol bestand bei der Volkszählung 1910 aus 81 Gemeinden sowie 65 Gutsgebieten und umfasste eine Fläche von 869 km². Hatte die Bevölkerung 1900 noch 134.100 Menschen umfasst, so lebten hier 1910 158.066 Menschen. Auf dem Gebiet lebten dabei mehrheitlich Menschen mit ruthenischer Umgangssprache (58 %) und griechisch-katholischem Glauben, Juden machten rund 19 % der Bevölkerung aus.

## Ortschaften
Auf dem Gebiet des Bezirks bestanden 1910 Bezirksgerichte in Halicz und Stanislau, diesen waren folgende Orte zugeordnet:
Gerichtsbezirk Halicz:
- Błudniki
- Chorostków Polski
- Delejów
- Dorohów
- Dubowce bestehend aus den Ortsteilen Dehowa und Dubowce
- Stadt Halicz
- Jeziorkó
- Markt Jezupol
- Kołodziejów
- Komarów
- Kończaki Nowe
- Kończaki Stare
- Kozina
- Kryłos bestehend aus den Ortsteilen Kryłos, Podgrodzie und Sokół
- Krymidów
- Kurypów
- Łany
- Stadt Maryampol
- Maryampol Wieś
- Meducha
- Międzyhorce
- Ostrów
- Perłowce
- Pitrycz
- Pukasowce
- Sapahów
- Siedliska
- Sielec
- Siemikowce
- Subotów
- Święty Stanisław
- Temerowce
- Tumirz
- Tustan
- Wiktorów
- Wodniki
- Wołczków
- Załukiew

Gerichtsbezirk Stanislau:
- Bednarów
- Bratkowce
- Bryń
- Chomiaków
- Chryplin
- Ciężów
- Czerniejów
- Czukałówka
- Dobrowlany
- Drohomirczany
- Hanuszowce bestehend aus den Ortsteilen Hanuszowce und Jastrzębiec
- Jamnica
- Knihinin Kolonia
- Knihinin Wies
- Kołodziejówka
- Krechowce
- Majdan bestehend aus den Ortsteilen Hucisko und Majdan
- Mykietyńce
- Opryszowce
- Pacyków
- Pasieczna
- Pawełcze
- Pobereże bestehend aus den Ortsteilen Branówka und Pobereze
- Podłuże
- Radcza
- Rybno
- Stadt Stanislau
- Tyśmieniczany
- Uhorniki
- Uhrynów Dolny
- Uhrynów Górny
- Uhrynów Szlachecki
- Uzin
- Wołczyniec
- Zabereże
- Zagwoźdź